# Kaposvári Vízilabda Klub
Il Kaposvári VK è una società di pallanuoto ungherese, con sede nella città di Kaposvár, che gioca in OB I, il massimo livello del campionato ungherese, uno dei principali al mondo.
Il club fu fondato nel 1999.

## Rosa 2014-2015
| N° |                      | Ruolo | Giocatore       |
| -- | -------------------- | ----- | --------------- |
|    | Ungheria (bandiera)  |       | Zoltán Ágner    |
|    | Ungheria (bandiera)  |       | József Berta    |
|    | Australia (bandiera) |       | Jeremy Davie    |
|    | Canada (bandiera)    |       | Ronen Gros      |
|    | Ungheria (bandiera)  |       | Barna Horváth   |
|    | Ungheria (bandiera)  |       | Olivér Kovács   |
|    | Ungheria (bandiera)  |       | Rudolf Krasznai |
|    | Ungheria (bandiera)  | P     | Balázs Krémer   |

| N° |                     | Ruolo | Giocatore            |
| -- | ------------------- | ----- | -------------------- |
|    | Serbia (bandiera)   |       | Mihailo Parezanović  |
|    | Ungheria (bandiera) |       | Nándor Prikidánovics |
|    | Ungheria (bandiera) |       | Máté Sántavy         |
|    | Ungheria (bandiera) |       | László Surányi       |
|    | Ungheria (bandiera) | P     | Zoltán Szécsi        |
|    | Canada (bandiera)   |       | Oliver Vikalo        |
|    | Ungheria (bandiera) |       | Ferenc Vindisch      |